# Kurduvadi
Kurduvadi là một thành phố và là nơi đặt hội đồng đô thị (municipal council) của quận Solapur thuộc bang Maharashtra, Ấn Độ.

## Địa lý
Kurduvadi có vị trí 18°05′B 75°26′Đ / 18,08°B 75,43°Đ Nó có độ cao trung bình là 502 mét (1646 feet).

## Nhân khẩu
Theo điều tra dân số năm 2001 của Ấn Độ, Kurduvadi có dân số 22.773 người. Phái nam chiếm 52% tổng số dân và phái nữ chiếm 48%. Kurduvadi có tỷ lệ 74% biết đọc biết viết, cao hơn tỷ lệ trung bình toàn quốc là 59,5%: tỷ lệ cho phái nam là 80%, và tỷ lệ cho phái nữ là 67%. Tại Kurduvadi, 13% dân số nhỏ hơn 6 tuổi.